# Manuel Gomes da Costa
Manuel Gomes da Costa (Lisszabon, 1863. január 14. – Lisszabon, 1929. december 17.) portugál katona, tábornok, politikus. Az első világháború idején az Európába küldött Portugál Expedíciós Hadtest 2. hadosztályának parancsnoka. Ő vezette a portugál egységeket az 1918 áprilisában megvívott lys-völgyi csatában, ahol a német 6. hadsereg története egyik legnagyobb vereségét mérte a portugál hadsereg erőire. A háborút követően aktív politikai szerepet vállalt, a súlyos politikai válságban őrlődő köztársaság elleni, Bragából kiinduló 1926. május 28-ai felkelés katonai vezetője, majd egy rövid ideig az ország teljhatalmú vezetője volt.

## Élete
1863. január 14-én született az akkori Portugál Királyság fővárosában. Apja, Carlos Dias da Costa a hadsereg tisztje volt, anyja, Madalena de Oliveira paraszti családból származott. Apja többször látott el szolgálatot a portugál gyarmatbirodalom különböző területein, ezért Manuel gyermekkora egy részét Timor szigetén és Makaó területén töltötte. Fiatalon belépett a hadseregbe, katonai főiskolára járt és gyalogsági képzést kapott. 1884-ben diplomázott. 1885 decemberében előléptették zászlóssá. 1889. novemberétől hadnagy, 1898-ban kapitány lett. Katonai hadműveletekben vett részt Indiában, majd Portugál Nyugat-Afrikában (Mozambik) Mouzinho de Albuquerque vezetése alatt. Gyarmati szerepvállalását Portugál Kelet-Afrikában (Angola) és São Tomé és Príncipén folytatta. 1908. februárjától őrnagyi rangban szolgált. 1912-ben utazott vissza hazájába. Alezredessé léptették elő és az 1., valamint a 16. gyalogezred parancsnoka lett. Nem sokkal az első világháború kitörése előtt ezredesi rangot kapott.
Az ország első világháborúba való belépését követően a nyugati frontra küldött Portugál Expedíciós Hadtest (Corpo Expedicionário Português, röviden CEP) 2. hadosztályának parancsnoka lett, mellyel részt vett a Lys-folyó völgyében vívott 1918. áprilisi harcokban. A német 6. hadsereg egységei tüzérségi előkészítést követően április 9-én indítottak támadást a Lys-völgyének térségében állomásozó angol és portugál csapatok vonalai ellen. A német gyalogság a különleges rohamcsapatokkal (Stoßtruppen) kiegészülve gyorsan nyomult előre, a jobbszárnyon egy teljes német hadosztálynak sikerült áttörnie a vonalakat a portugál és az angol egységek között, és hátba támadta a portugál 5. dandár állásait. A balszárnyon is hasonlók dolgok játszódtak le, itt a 3. dandár által védett állásokat vették be a németek. Bár néhány helyen a portugálok elkeseredetten védekeztek, a portugál védelem teljesen széthullt, s a túlerő elől visszavonult. Ez volt a portugál haderő egyetlen jelentősebb ütközete a világháború folyamán, és a mai napig a történetírás az egyik legnagyobb portugál katonai vereségnek tartja ezt az 1578-as alcácer-quibiri csatát követően.
A háborút követően politikailag aktívvá vált, támogatta Sidónio Pais rezsimjét. 1919. február 15-én az Avis-rend főtisztje lett, majd 1921-ben megkapta a rend nagykeresztjét. 1920-tól a 4. hadosztály parancsnoka volt Évorában, és ugyanebben az időben a portugál Reform Párt tagja lett. Különféle lapokban megjelent írásaiban élesen bírálta a tehetetlen, a gazdasági-és társadalmi feszültségekkel megbirkózni képtelen republikánus kormányzatot, főleg a hadügyminisztert, ezért húsz napi börtönbüntetésre is ítélték. Szabadulását követően a kormány megbízásából Kínába, majd Indiába kellett utaznia, ahol 1924-ig tartózkodott. Visszatérése után támogatóival 1926. május 28-án az ultrakatolikus Braga városából államcsínyt hajtott végre kormány ellen és csakhamar a lázadók oldalára állt az egész hadsereg. Bernardino Machado köztársasági elnök a felkelés kitörését követően lemondott, majd a Lisszabonba bevonuló Gomes da Costa feloszlatta a kormányt és véget vetett az első köztársaságnak, katonai diktatúrát és cenzúrát bevezetve. 1926. június 19-étől húsz napon keresztül ő gyakorolta a hatalmat (az elnöki és miniszterelnöki posztok mellett egy rövid ideig betöltötte a hadügyi-, a belügyi-, a gyarmatügyi-és a mezőgazdasági tárcákat is). Július 9-én újabb puccs következett be és Gomes da Costa elnök lemondott. Utódja, Óscar Carmona elfogatta őt és az Azori-szigetekre száműzte, ugyanakkor távollétében marsalli rangot kapott.1926 októberében elhagyhatta a szigetet és a Madeirán fekvő Ponta Delgada  falujába költözhetett. 1927 novemberében már nagybetegen visszatért Lisszabonba, ahol 1929. december 17-én halt meg.

## Képgaléria

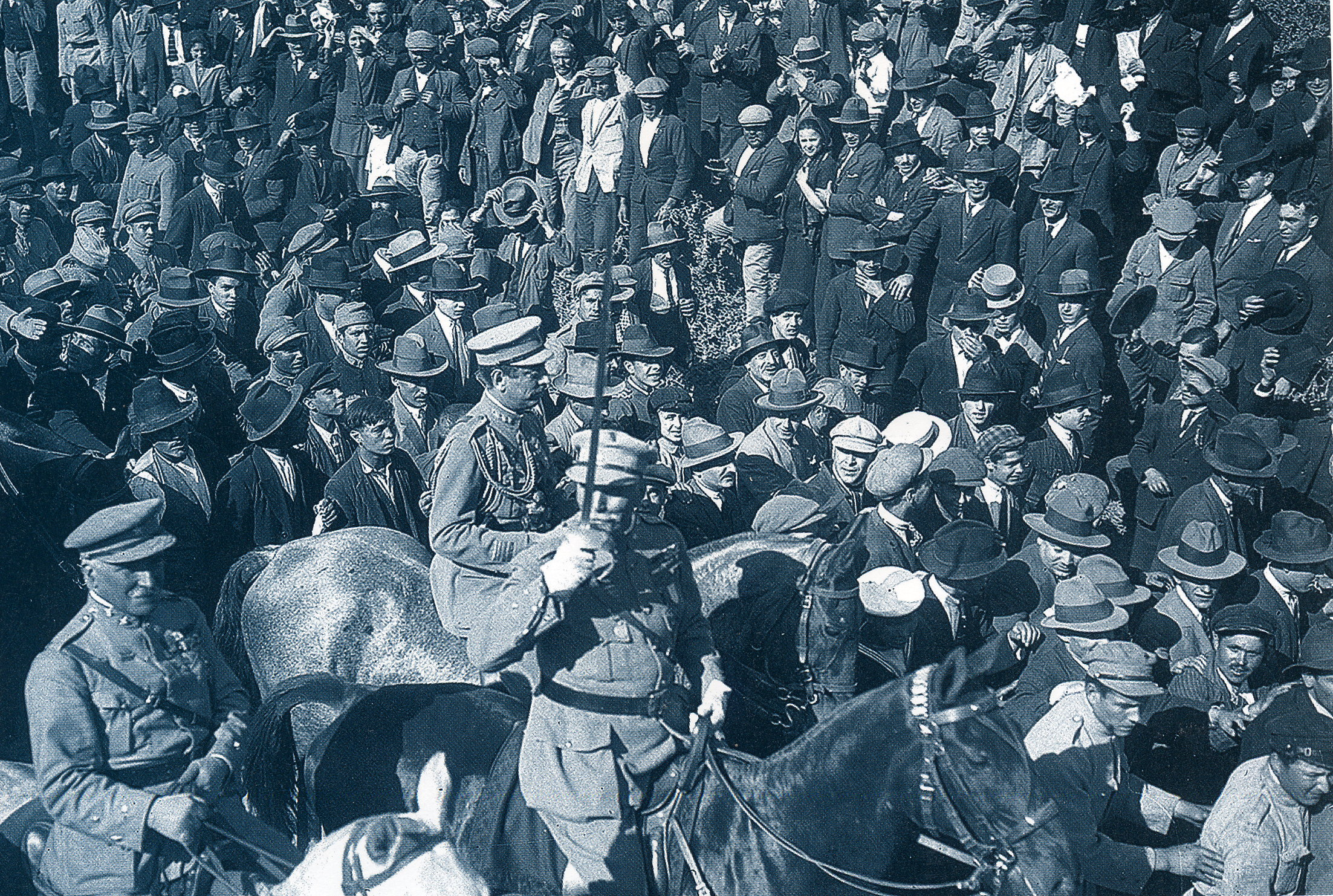
Gomes da Costa a támogatóival 1926-ban bevonult Lisszabonba
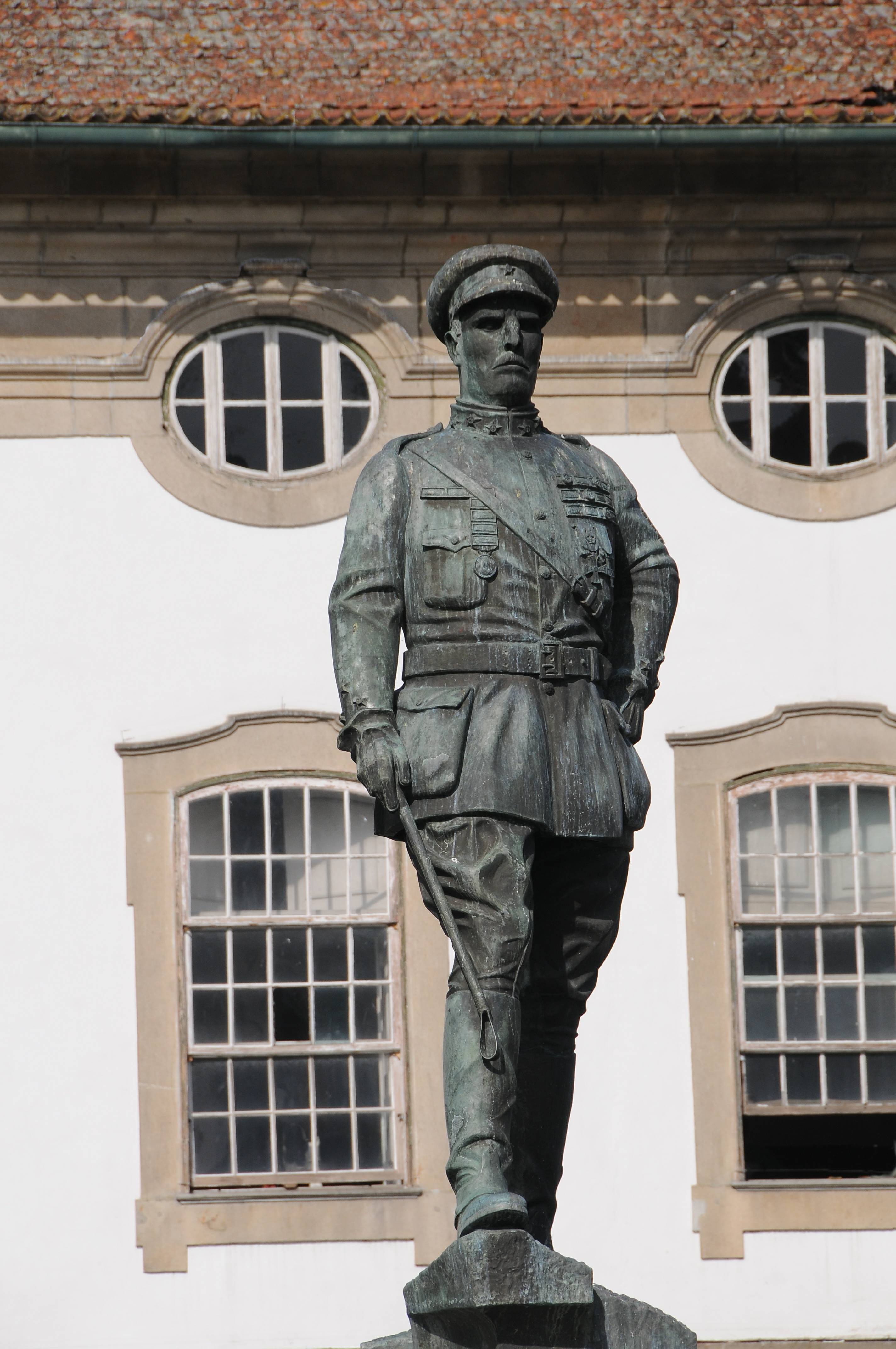
A tábornok szobra
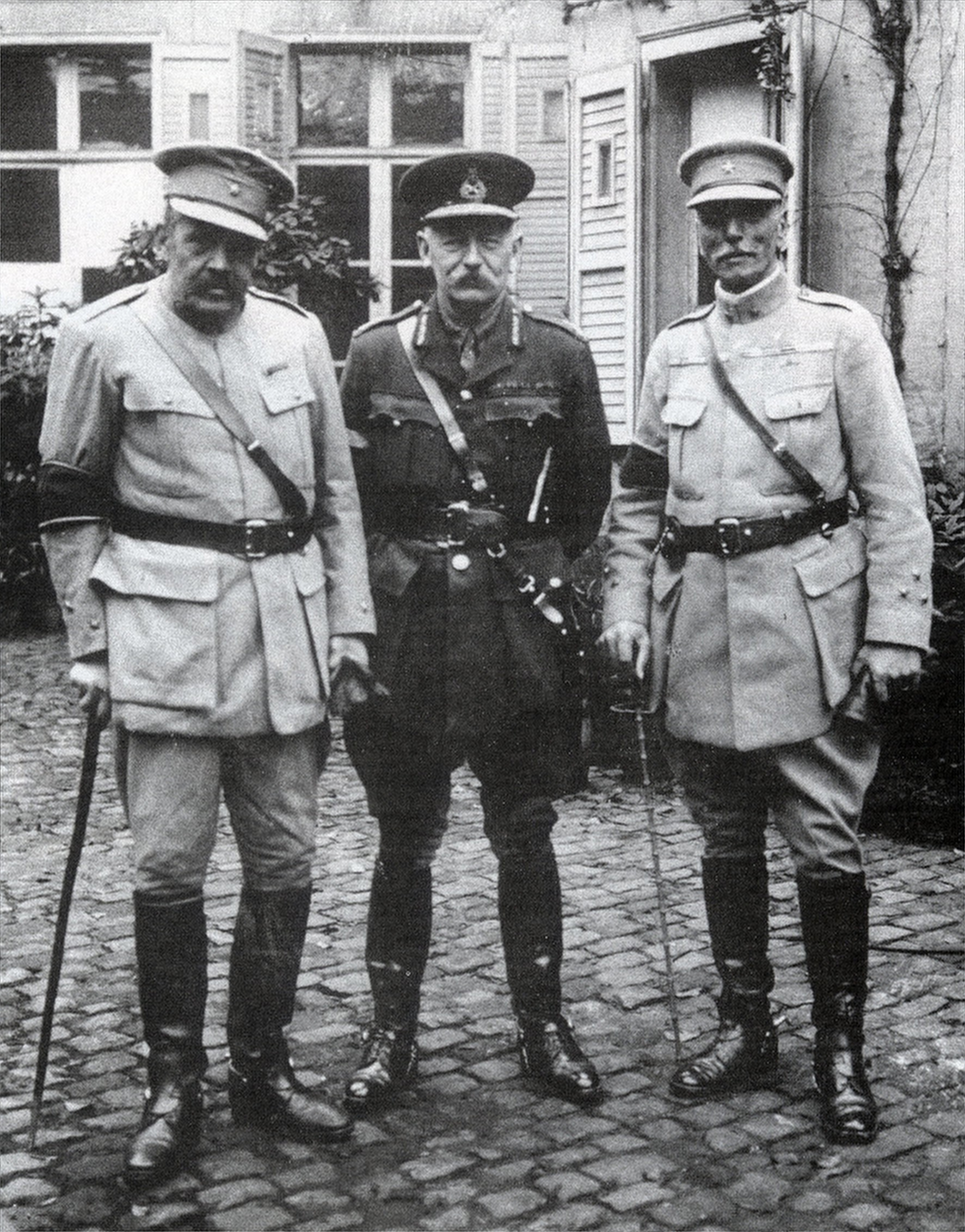
(jobbról balra) Gomes da Costa Sir Richard Haking tábornokkal és a CEP parancsnokával, Tamagnini de Abreu-val